# ジロ・デ・イタリア 1970
ジロ・デ・イタリア 1970(Giro d'Italia 1970) は、自転車による競走である「ジロ・デ・イタリア」の53回目のレースである。1970年5月18日から6月7日まで、全20ステージで行われた。
なお、総合優勝者のエディ・メルクスはこの年のツール・ド・フランスも制し、ダブルツールを達成した。

## 結果

### 総合成績
|    | 選手名                         | 国籍         | 時間           |
| -- | ------------------------------ | ------------ | -------------- |
| 1  | エディ・メルクス               | ベルギー     | 90時間08分47秒 |
| 2  | フェリーチェ・ジモンディ       | イタリア     | + 3' 14s       |
| 3  | マルタン・ヴァンデンボッシェ   | ベルギー     | + 4'59"        |
| 4  | ミッチェル・ダンチェッリ       | イタリア     | + 7' 07s       |
| 5  | イターロ・ツィリオリ           | イタリア     | + 8' 14s       |
| 6  | イェスタ・ペーテルソン         | スウェーデン | + 9' 20s       |
| 7  | フランコ・ビトッシ             | イタリア     | + 13' 10s      |
| 8  | ミゲル・マリア・ラサ・ウルキア | スペイン     | + 19' 25s      |
| 9  | オーレ・リッテル               | デンマーク   | + 21' 17s      |
| 10 | ヴィットリオ・アドルニ         | イタリア     | + 21' 29s      |

### マリア・ローザ 保持者
| 選手名             | 国籍     | 首位区間 |
| ------------------ | -------- | -------- |
| フランコ・ビトッシ | イタリア | 第1-第6  |
| エディ・メルクス   | ベルギー | 第7-最終 |

### その他の受賞者
- ポイント賞: フランコ・ビトッシ  イタリア
- 山岳賞: マルタン・ヴァンデンボッシェ  ベルギー